# Traç de guix
Traç de guix és un còmic de Miguelanxo Prado, que li va valdre el premi a millor obra estrangera del Festival del Còmic d'Angulema en 1994, a més de nominacions als premis Eisner i els Harvey dels Estats Units.
Va ser prepublicada a capítols en les revistes Cimoc (sota de nom de Trazo de tiza) i A suivre (sota el nom de Trait de craie) i recopilada posteriorment en àlbum. Traç de guix va ser publicada en àlbum per Glénat en 2008.
L'any 1998 va obtenir el premi a la millor obra d'autor espanyol al Saló Internacional del Còmic de Barcelona.
Els directors de cinema David i Álex Pastor van adquirir l'any 2009 els drets de l'obra per adaptar-la al cinema.
Traç de guix és un antecedent clar de l'obra d'Albert Sánchez Piñol, La pell freda.

## Argument
Traç de guix és una història on aparentment no passa res. És la història d'un mariner que arriba a una petita illa quasi abandonada on sols trobem un far que no funciona i una pensió on hi habiten tres persones.